# Lőkösháza
Lőkösháza es un pueblo húngaro perteneciente al distrito de Gyula en el condado de Békés, con una población en 2012 de 1762 habitantes.
Se desarrolló como un poblado ferroviario en territorio de la ciudad de Elek, de la cual se separó como localidad en 1949.
Se ubica en la frontera con Rumania, a medio camino entre Gyula y Arad.